# Idiocera punctata
Idiocera punctata är en tvåvingeart som först beskrevs av Edwards 1938.  Idiocera punctata ingår i släktet Idiocera och familjen småharkrankar. Inga underarter finns listade i Catalogue of Life.